# Dohrniphora cavifemur
Dohrniphora cavifemur är en tvåvingeart som beskrevs av Borgmeier 1969. Dohrniphora cavifemur ingår i släktet Dohrniphora och familjen puckelflugor. Inga underarter finns listade i Catalogue of Life.